# Mildmay Fane (2e comte de Westmorland)
Mildmay Fane, 2e comte de Westmorland (24 janvier 1602-12 février 1666), titré Lord Despenser entre 1624 et 1628, est un anglais noble, homme politique et écrivain .

## Biographie
Il est l'un des sept fils de Francis Fane et de son épouse Mary Mildmay, petite-fille de Walter Mildmay, Mildmay Fane est né dans le Kent et fait ses études à Emmanuel College, Cambridge (immatriculé en 1618). Il devient député de Peterborough en 1620 et de Kent en 1625. Il succède à son père en tant que comte de Westmorland et Lord le Despenser le 23 mars 1629.
Ami de Robert Herrick, il soutient le parti royaliste au début de la guerre civile anglaise (le roi Charles Ier est le parrain du fils aîné de Fane en 1635). Après une brève période d'emprisonnement par le Parlement, cependant, il se retire dans sa propriété du palais d'Apethorpe dans le Northamptonshire.

## Œuvre
Cent trente-sept poèmes de Fane paraissent dans son recueil auto-édité Otia Sacra en 1648, la première fois qu'un pair d'Angleterre publie ses propres vers. Ce n'est qu'à la fin du XXe siècle qu'un plus grand corpus de vers de Fane est identifié : quelque 500 poèmes de Fane, composés entre 1621 et 1665, sont publiés en 2001. Les poèmes ont survécu dans les collections de manuscrits conservés à Fulbeck Hall dans le Lincolnshire, à la bibliothèque Houghton de l'université Harvard et dans les papiers de Westmorland conservés au Northamptonshire Record Office.
Fane écrit également des masques et des pièces de théâtre ; six de ces « divertissements politisés » sont joués à Apethorpe au cours de la décennie des années 1640 par les enfants et les serviteurs de Fane. Pour son masque Candia Restaurata de 1641, Fane conçoit des décors et des effets de scène et compose une partie de la musique utilisée dans la production. Virtue's Triumph présente des personnifications d'ambition et d'impudence, de mensonges et de tromperies; Noblesse et Apprentissage sont mariés et les parents de la Vérité. Le protagoniste de De Pugna Animi est Lord Mens (Mind), qui est assisté par des personnalités comme Sir Ratio Prudens pour résister à une révolte des cinq sens . Fane écrit sa pièce The Change pendant son emprisonnement dans la tour de Londres au début de la guerre civile. Une de ses pièces, intitulée Ladrones, est connue sous forme de manuscrit au XIXe siècle et aurait présenté Francis Drake, Thomas Cavendish et Fernand de Magellan comme personnages ; mais le MS. a été perdu. La production littéraire totale existante de Fane comprend plus de 900 poèmes en anglais et en latin, et huit pièces de théâtre ou divertissements.

## Famille

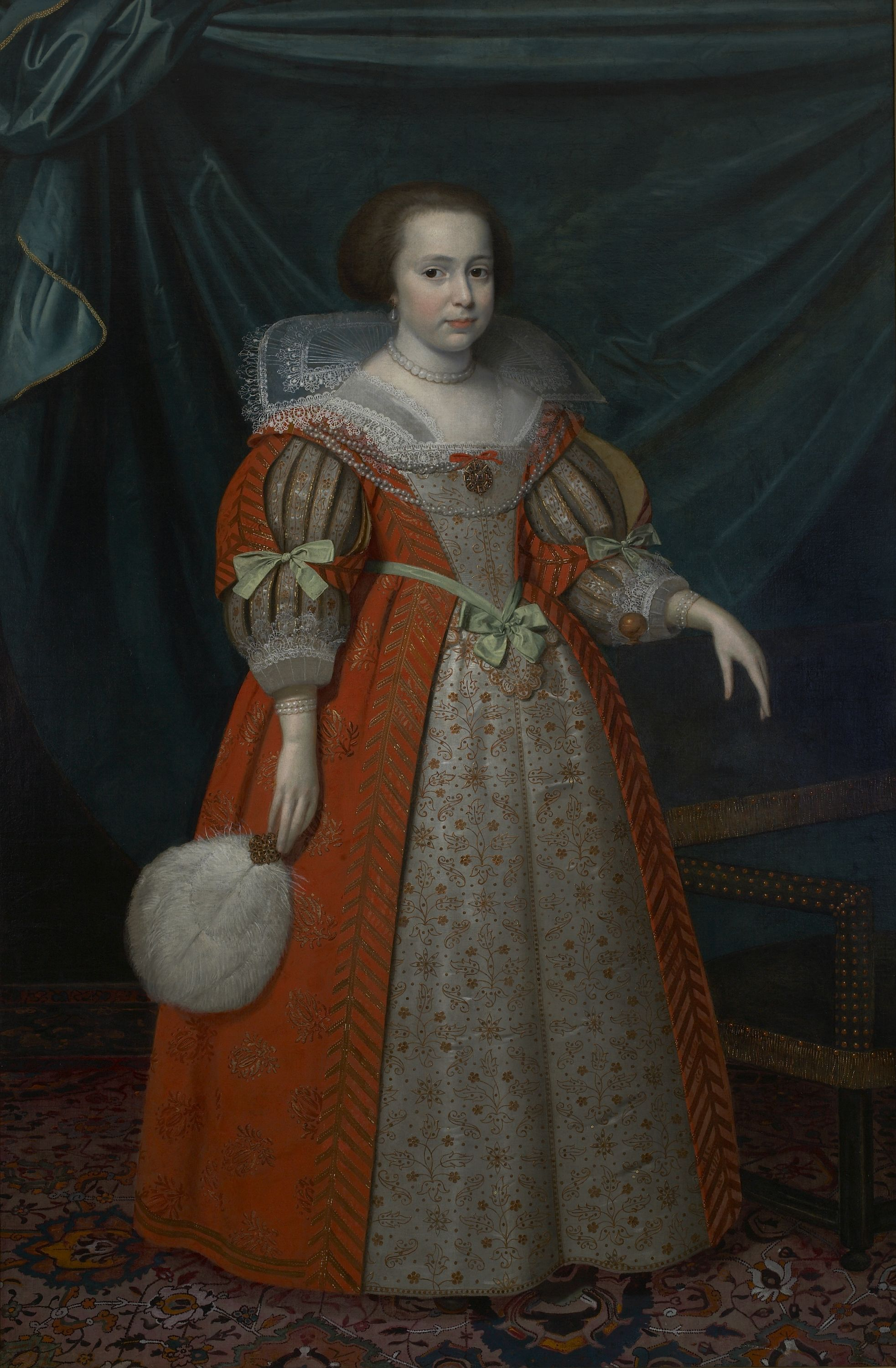
Mary de Vere, comtesse de Westmorland

Fane se marie deux fois : d'abord, en 1620, avec Grace Thornhurst, fille de William Thornhurst de Kent, avec qui il a un fils et cinq filles ; et en secondes noces à Mary, fille de Horace Lord Vere de Tillsbury, qui lui donne un fils et quatre filles, dont l'une est Mary Fane qui épouse d'abord Francis Palmes d'Ashwell, Rutland, petite-fille de Guy Palmes, et est veuve sans enfants. Elle épouse en secondes noces John Cecil, 4e comte d'Exeter (1628-1678), veuf, le 24 janvier 1670. Le premier fils de Mildmay, Charles, et son deuxième fils Vere, ont tous deux hérité du titre de leur père (puisque Charles Fane, 3e comte n'a laissé aucun descendant).
Le frère cadet de Mildmay Fane, Francis Fane, épouse Elizabeth West, fille de William West de Firbeck Hall, Yorkshire, et veuve de John, Lord Darcy of the North. Francis Fane obtient une certaine distinction en tant qu'écrivain, publiant de la poésie ainsi que trois pièces dramatiques. Il est fait chevalier du bain au couronnement de Charles Ier et est gouverneur du château de Doncaster pendant la guerre civile anglaise. Rachael Fane (1613-1680), l'une des sept sœurs de Mildmay Fane et résidente du palais Apethorpe, écrit également des divertissements et un masque qui sont joués par la maisonnée. Ses œuvres subsistent en manuscrit . Un autre frère cadet est le colonel royaliste et député l'hon. George Fane.

## Pièces et masques
- Raguaillo d'Oceano (1640)
- Candia Restaurata (Bonbons restaurés, 1641)
- Le Tour du temps sur les cartes (1642)
- Le Changement (1642)
- Le Triomphe de la vertu (1644)
- Le Triomphe de Don Phoebo (1645)
- De Pugna Animi (1650)
- Ladrones, ou l'île des voleurs (perdu)